# Justin Minaya
Justin Minaya (Harrington Park, Nueva Jersey, 26 de marzo de 1999) es un baloncestista con doble nacionalidad dominicano y estadounidense que pertenece a la plantilla de los Portland Trail Blazers de la NBA, con un contrato dual que le permite jugar también en su filial de la G League, los Rip City Remix. Con 1,96 metros de estatura, juega en la posición de alero. Es hijo del ejecutivo de la Major League Baseball Omar Minaya.

## Trayectoria deportiva

### Universidad
Jugó cuatro temporadas, aunque una de ellas se la perdió casi entera por lesión, con los Gamecocks de la Universidad de Carolina del Sur, en las que promedió 7,6 puntos, 5,3 rebotes y 1,7 asistencias por partido.
El 26 de abril de 2021 fue transferido para su temporada sénior a los Providence del Providence College, en la que promedió 6,5 puntos y 5,5 rebotes por encuentro.

#### Estadísticas
| Año     | Equipo         | PJ  | PT  | MPP  | %TC  | %3P  | %TL  | RPP | APP | ROB | TPP | PPP |
| ------- | -------------- | --- | --- | ---- | ---- | ---- | ---- | --- | --- | --- | --- | --- |
| 2017–18 | South Carolina | 32  | 30  | 26.9 | .390 | .364 | .686 | 4.2 | 1.5 | .6  | .3  | 7.9 |
| 2018–19 | South Carolina | 5   | 5   | 25.6 | .455 | .133 | .714 | 5.6 | 1.6 | .6  | .2  | 7.4 |
| 2019–20 | South Carolina | 22  | 21  | 29.8 | .410 | .264 | .660 | 6.0 | 2.0 | .6  | .9  | 7.8 |
| 2020–21 | South Carolina | 20  | 19  | 30.2 | .384 | .233 | .615 | 6.3 | 1.8 | .7  | .8  | 7.0 |
| 2021–22 | Providence     | 20  | 19  | 30.2 | .414 | .317 | .558 | 5.5 | 1.6 | .8  | .8  | 6.5 |
| Total   | Total          | 111 | 100 | 29.8 | .402 | .296 | .639 | 5.4 | 1.7 | .7  | .6  | 7.3 |

### Profesional
Tras no ser elegido en el Draft de la NBA de 2022, fue incluido en la plantilla de los Capitanes de Ciudad de México de la G League, donde en 27 partidos de temporada regular promedió 12,7 puntos y 4,3 rebotes.
El 4 de abril de 2023 fichó por un contrato de 10 días con los Portland Trail Blazers de la NBA, e hizo su debut esa misma noche, anotando 8 puntos en una derrota 119-109 ante los Memphis Grizzlies.
En junio de ese año, Minaya se unió al equipo de los Blazers para disputar la Liga de Verano, y el 2 de octubre volvió a fichar con ellos. El 21 de octubre, los Blazers convirtieron su contrato en uno dual.

## Estadísticas de su carrera en la NBA

### Temporada regular
| Año     | Equipo   | PJ | PT | MPP  | %TC  | %3P  | %TL  | RPP | APP | ROB | TPP | PPP |
| ------- | -------- | -- | -- | ---- | ---- | ---- | ---- | --- | --- | --- | --- | --- |
| 2022-23 | Portland | 4  | 0  | 22.2 | .304 | .250 | .000 | 3.8 | 1.0 | .5  | 1.3 | 4.3 |
| 2023-24 | Portland | 34 | 1  | 11.2 | .297 | .245 | .556 | 1.6 | .6  | .3  | .3  | 1.8 |
| 2024-25 | Portland | 19 | 0  | 5.3  | .381 | .200 | .000 | .5  | .4  | .3  | .1  | .9  |
| Total   | Total    | 57 | 1  | 10.0 | .314 | .239 | .417 | 1.4 | .6  | .3  | .3  | 1.7 |